# Vicente de Ribas
Vicente de Ribas (Valencia, XIV secolo – Montserrat, 10 novembre 1408) è stato un cardinale spagnolo.

## Biografia
Entrò nell'ordine di San Benedetto e si laureò in diritto canonico.
Nel 1384 fu nominato da papa Urbano VI priore del monastero di Santa Maria di Montserrat; ebbe come competitore l'abate Pere de Vergne nominato dall'antipapa Clemente VII. Il re aragonese Pietro IV non riconobbe la sua nomina favorendo così Pere de Vergne. Solo alla morte del re nel 1387, Ribas poté prendere possesso del monastero di Montserrat, che rimase sempre fedele al papa di Roma. Il nuovo re Giovanni I lo nominò, prima del 1395, cancelliere reale ed in seguito suo ambasciatore presso la corte pontificia.
Fu creato cardinale presbitero da papa Gregorio XII, con il titolo di Sant'Anastasia, nel concistoro del 19 settembre 1408.
Morì il 10 novembre 1408 nel monastero di Montserrat dove fu probabilmente sepolto.